# Bomboni (cognome)
Bomboni è un cognome di lingua italiana.

## Varianti
Bomben, Bombeni.

## Origine e diffusione
Il cognome è tipicamente centro-settentrionale.
Potrebbe essere una variante di Boni e avere come significato "che tu sia doppiamente buono".

## Persone
- Eugenio Bomboni – giornalista sportivo italiano